# Bahnhofstraße 1 (Sigmaringen)
Koordinaten: 48° 5′ 16,2″ N, 9° 13′ 9,8″ O

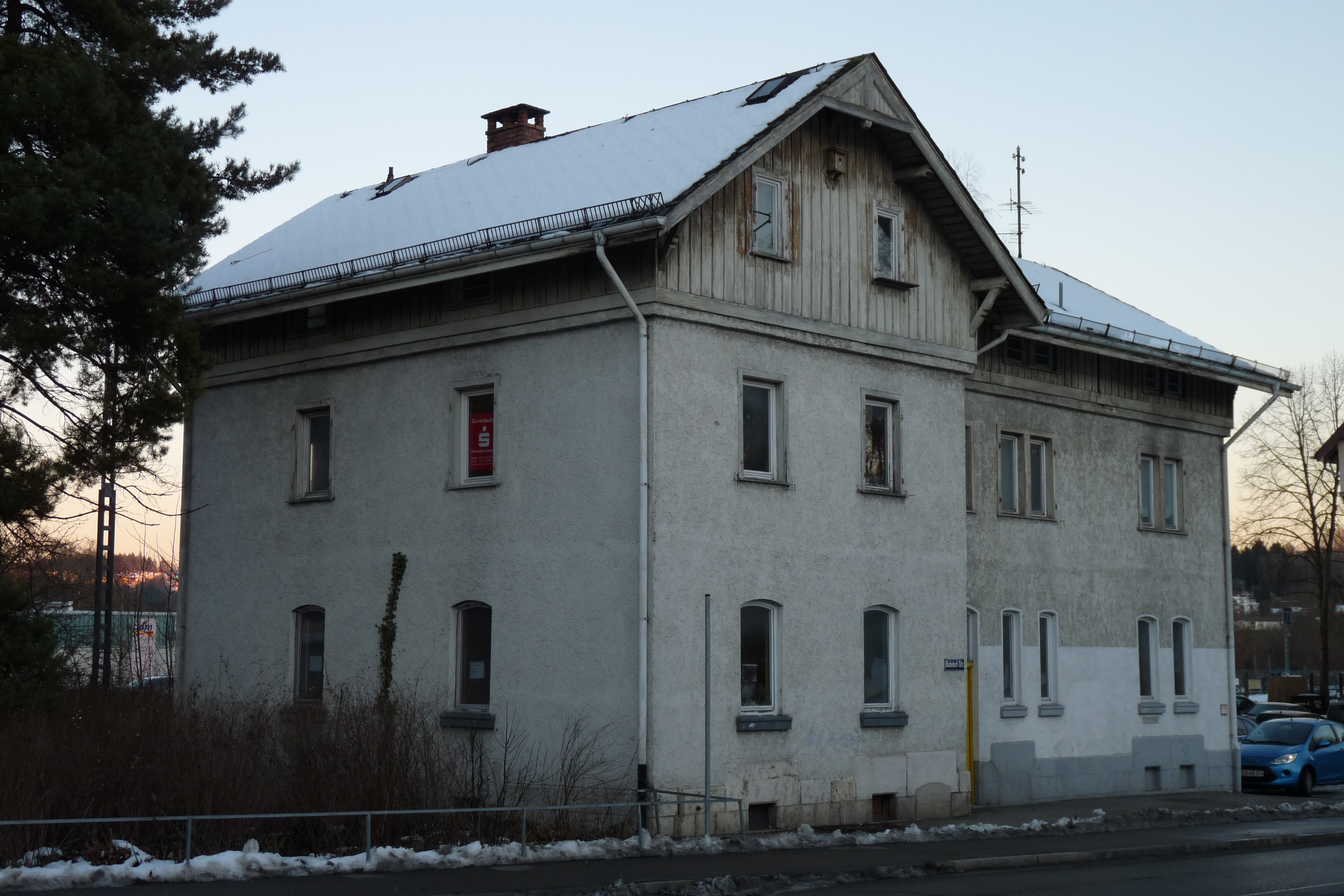
Bahnhofstr. 1, Sigmaringen, Vorderseite

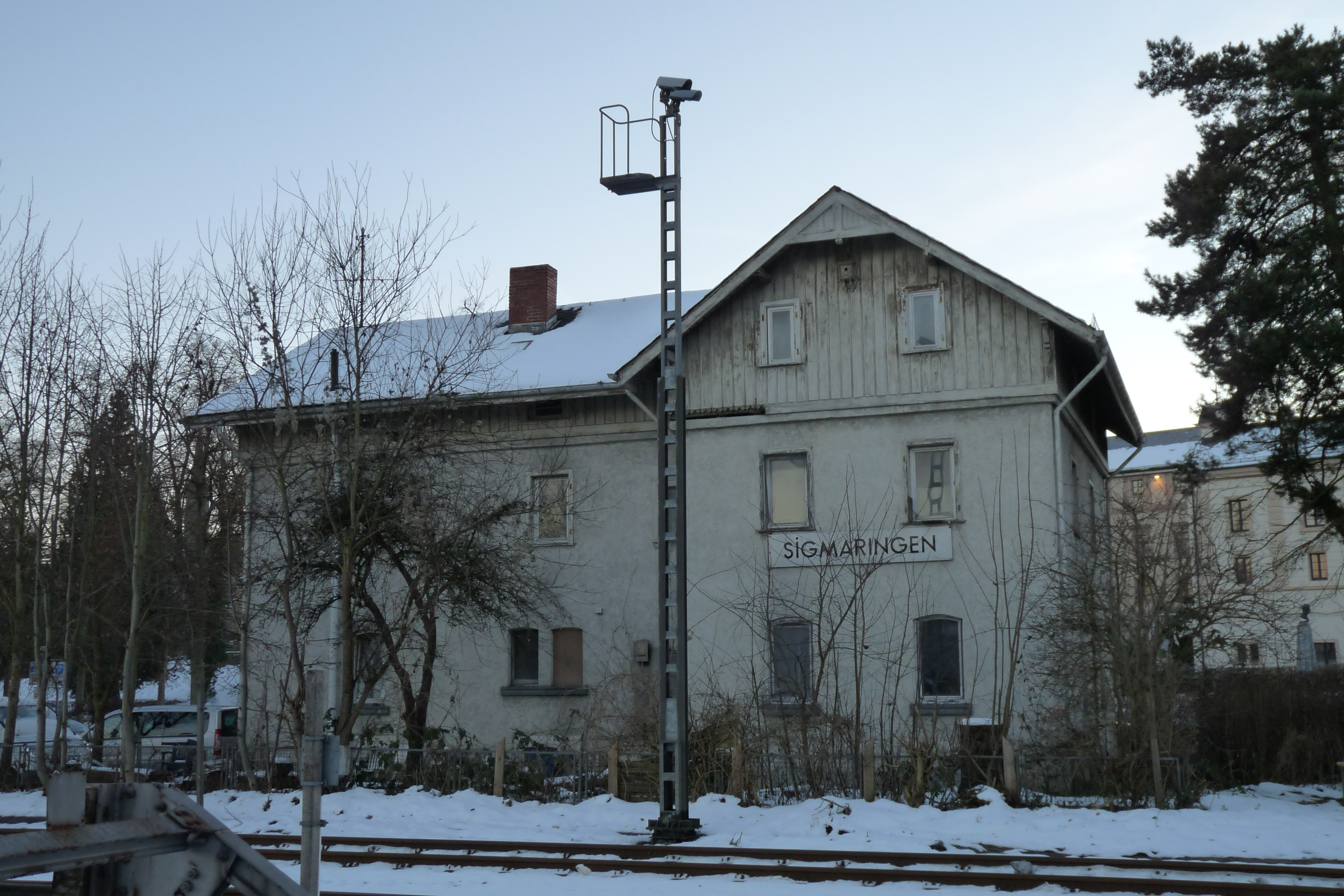
Bahnhofstr. 1, Sigmaringen, Rückseite

Das Gebäude Bahnhofstraße 1 ist ein denkmalgeschütztes Gebäude in der Stadt Sigmaringen. Es ist Teil des ebenfalls unter Denkmalschutz stehenden Bahnhofsensembles der Stadt. Das sanierungsbedürftige Gebäude aus dem Jahr 1873 befindet sich seit Anfang der 1990er Jahre im Besitz der Stadt.

## Lage und Beschreibung
Das Gebäude liegt wenige Meter nordwestlich des Sigmaringer Bahnhofs an der Bahnstrecke Tübingen–Sigmaringen. Gegenüber in südwestlicher Richtung befindet sich das städtische Parkhaus, das Schloss Sigmaringen ist in westlicher Richtung in Sichtweite des Gebäudes. Auf einem Grundstück von 665 m² verfügt das Gebäude über eine Wohnfläche von rund 300 m².
Das Gebäude verfügt über drei Stockwerke und einen Keller.

## Nutzung
Ursprünglich handelte es sich bei dem Gebäude um ein Weichenwärterhaus. Es erfuhr vielfältige Nutzungen als Unterkunft für Wohnungslose, als Wärmestube und als Wohnhaus. 1991 kaufte die Stadt Sigmaringen das Gebäude mit der Absicht, es abzureißen und an dieser Stelle eventuell ein Stadtmuseum zu errichten. Da die Pläne hierfür aber noch nicht konkret waren, wurde mit dem Abriss gewartet. Im Jahr 2000 wurde das Haus dann vom Landesdenkmalamt auf die Liste der schützenswerten Gebäude gesetzt, da es zu einem im südlichen Baden-Württemberg nahezu einmaligen Bahnhofsensemble gehöre. Ein Abriss wurde somit unmöglich, das Landesdenkmalamt schätzte die Kosten einer Sanierung mit einem Betrag zwischen 800.000 und 900.000 Euro als für die Stadt zumutbar ein, zudem Mittel aus der Denkmalförderung beantragt werden könnten. Nachdem ein Interessent, der aus dem Gebäude ein Wohn- und Geschäftshaus mit Café machen wollte, abgesprungen war, entschied sich die Stadt Sigmaringen 2014, das Gebäude zum Verkauf anzubieten.